# Kouzelná Beruška a Černý kocour
Kouzelná Beruška a Černý kocour (v angličtině Miraculous: Tales of Ladybug & Cat Noir; ve francouzském originále Miraculous, les aventures de Ladybug et Chat Noir, také též Miraculous Ladybug nebo Miraculous) je francouzsko-korejsko-japonsko-italsko-brazilský (původně francouzsko-korejsko-japonský) počítačem animovaný televizní seriál, vysílaný od 19. října 2015 na stanicí TF1. Před premiérou ve Francii byl seriál poprvé uveden 1. září 2015 v Jižní Koreji na stanici EBS1. V Japonsku měl seriál premiéru 23. července 2018 na stanici Disney Channel. V Česku měl seriál premiéru 6. prosince 2015 na stanici Disney Channel.
Dne 20. listopadu 2015 byl seriál prodloužen o druhou a třetí řadu. Druhá řada měla světovou premiéru 21. října 2017 ve Španělsku na stanici Disney Channel. Ve Francii měla premiéru 26. října 2017 a v Česku 12. března 2018. Třetí řada měla světovou premiéru 1. prosince 2018 ve Španělsku na Disney Channel. Ve Francii měla premiéru 14. dubna 2019 na TF1. V Česku měla řada premiéru 4. listopadu 2019 na Disney Channel.
Dne 17. května 2017 byl seriál prodloužen o čtvrtou a pátou řadu. Premiéra čtvrté řady byla původně stanovena na podzim 2020, ale kvůli pandemii koronaviru byl seriál odložen na rok 2021. Světovou premiéru měla v Brazílii a to 23. března 2021 na Gloob. Ve Francii měla čtvrtá řada premiéru 11. dubna 2021 na stanici TF1. V Česku měla premiéru 4. října 2021 na Disney Channel. Pátá řada měla světovou premiéru 13. června 2022 v Brazílii na stanici Gloob. Ve Francii byla premiéra stanovena 24. října 2022 na TF1. V Česku měla premiéru 21. listopadu 2022 na stanici Disney Channel.
Dne 18. dubna 2021 byla potvrzena příprava šesté a sedmé řady. Premiéra šesté řady byla stanovena na třetí čtvrtletí roku 2024.
Dne 29. července 2022 byla potvrzena připrava osmé řady. Rovněž byla stanovena data premiéry sedmé a osmé řady na léta 2025 a 2026.

## Základní děj každé řady

### První řada
Příběh vypráví o dívce jménem Marinette, která chodí na střední školu v Paříži. Tam se seznámí s Alyou, jež se stane její nejlepší kamarádkou. Marinette se však stane maskovanou superhrdinkou Beruškou. Schopnosti Kouzelné Berušky jí propůjčuje její mirákulum. Marinette tajně miluje Adriena, ten zase působí jako Černý kocour. Do Adriena je také zamilovaná Chloé, zlá a namyšlená dcera pařížského starosty. Černý kocour neboli Adrien je zase zamilován do Berušky, ale oba navzájem neznají své pravé identity. Zápornou postavou je zde Lišaj, který chce získat mirákula Berušky a Kocoura pro sebe, aby oživil svou mrtvou ženu Emily. Jenže kdyby se mu to povedlo, musel by někdo jiný zemřít. Proto vysílá superpadouchy, kteří jsou posedlí zlým motýlkem neboli akumou. Využívá negativní emocí svých obětí a výměnou za schopnosti po nich chce mirákula. Lišajovu identitu zná Gabrielova asistentka Nathalie, Gabrielova dávná přítelkyně. Vše pozoruje Mistr Fu, strážce mirákulí a držitel želvího mirákula.  

### Druhá řada
Na škole se objeví Kagami, nová studentka, která přitahuje pozornost Adriena, čehož si Marinette všimne. Na druhou stranu Marinette ale potká kluka jménem Luka, což způsobí v jejím milostném životě problémy... Také se setká se Strážcem mirákulí mistrem Fu a zjistí, že existují i další mirákula. Díky nim si bude moci občas přivolat na pomoc nové jí vybrané superhrdiny během zvlášť těžkých misí. Nakonec se dozví, že Lišaj má strašný plán, který plánuje už dlouho, a počítá s jeho provedením, aby porazil ji i Černého kocoura! Kouzelná Beruška a Černý kocour pokračují v boji proti svému nepříteli Lišajovi, ale objevují se noví padouši.

### Třetí řada
Postupem času se z Marinette a Adriena stali přátelé. Ale školačka zjistí, že vyjádřit své city k příteli není lehké, ve skutečnosti to bude právě naopak!
Pro Berušku a Černého kocoura, navzdory jejich novým schopnostem a novým hrdinům, které volají, když si to situace žádá, se boj s Lišajem stává těžší. Jejich soupeř je mnohem silnější, protože je zde nová záporná postava Mayura, která dokáže vytvořit posily pro akumatizované oběti, superpadouchy. 
Třetí řada postaví Adriena a Marinette před těžkou zkoušku, zda budou schopni udržet si své tajemství a zabránit tomu, aby jejich soukromý život zasahoval do jejich superhrdinských dobrodružství.

### Čtvrtá řada
Marinette už není jenom Kouzelná Beruška, superhrdinka, která chrání Paříž před útoky padouchů, ale také nová strážkyně mirákulí. To znamená, že nejenže musí udržet svou identitu v tajnosti, ale také existenci těchto turbulentních, magických stvoření, kwamiů! Na Marinette se žene velký nátlak, nemluvě o jejím školním a milostném životě. Teď má totiž ještě méně času a příležitostí říct Adrienovi co k němu cítí...
Marinette nyní musí zdvojnásobit úsilí na ochranu svých tajemství a Beruška bude muset být silnější, aby čelila Stínovému Lišajovi, který nyní může spojit obě mirákula: motýlí a paví.

### Pátá řada
Beruška ztratila všechna mirákula a kwami kromě svého a Kocourova mirákula. Stínový Lišaj, nyní Monarcha, nebyl nikdy tak blízko vítězství. Nyní může dát akumatizovaným osobám kouzelné schopnosti a vytvořit ultramocné superpadouchy. Ale naši hrdinové, kteří budou opět spolupracovat ve dvou, budou jednotnější než kdy jindy. Tato nová zkouška hluboce poznamená jejich vztah i jejich soukromý život. Nic nebude jako dřív.

### Šestá řada
Kouzelná Beruška a Černý Kocour se musí postavit novému nepříteli - tajemnému, nebezpečnému, nepolapitelnému, který je zároveň někde velmi blízko. Velmi blízko, ale ani si to neuvědomují. Marinette a Adrien si ještě nikdy nebyli tak blízcí! To ale neznamená, že jejich každodenní život je zcela poklidný, protože jeden před druhým mají tajemství a hlavně stále nevědí, že jsou Beruška a Černý Kocour. V nové a příkladně zelenější Paříži, v srdci nové a revoluční školy, naši hrdinové zažijí školní rok plný emocí a odhalení.

## Schopnosti
Schopnosti postav pochází z mirákulí, magických artefaktů, které svým uživatelům dávají různé schopnosti. Tyto artefakty jsou velice tajemné a mnoho o nich není známo. Byly vytvořeny před mnoha staletími, aby sloužily vyššímu dobru. Aby panovala jistota, že je nikdo neodcizí, byl postaven chrám. V něm se od mladého věku cvičili strážci. Jedním z nich byl i mistr Fu, který se později přesunul do Paříže.                        Když člověk získá mirákulum, objeví se kwami, reprezentace schopností daného mirákula. Kwamiové mohou používat schopnosti i bez uživatele, ale má to vedlejší následky. Kwami vždy dá novému uživateli instrukce, a to včetně klíčové slovního spojení. Po té, co člověk toto spojení řekne, zamaskuje se.  Mirákula se mohou spojit, a tak dát uživateli schopnosti obou mirákulí zároveň. Kombinace více mirákulí je ale nebezpečná kvůli náporu velké síly. Každé mirákulum má speciální schopnost, kterou mohou uživatelé používat. Když se k mirákulu dostane mladý člověk, má limit, kdy může schopnost použít jen jednou a po pěti minutách mu maskování zmizí. Výjimku tvoří králičí mirákulum, které není vázané na čas. Mirákula jsou uschovaná v kouzelné skříňce, kterou opatruje strážce.  

## Postavy
| Marinette Dupain-Chengová | čtrnáctiletá dívka, která žije v Paříži se svými rodiči, zamilovaná do Adriena |
| Adrien Athanase Agreste   | čtrnáctiletý model, žijící v Paříži                                            |
| Gabriel Agreste †         | slavný módní návrhář a otec Adriena                                            |
| Tikki                     | kwami, které je spojené s mirákulem Berušky                                    |
| Plagg                     | kwami, které je spojené s mirákulem Černého kocoura                            |
| Alya Césaireová           | nejlepší přítelkyně Marinette                                                  |
| Nino Lahiffe              | nejlepší Adrienův přítel                                                       |
| Chloé Bourgeoisová        | Marinettina rivalka a dcera starosty Paříže                                    |
| Nathalie Sancoeur         | asistentka Gabriela Agresta                                                    |
| Mistr Fu                  | léčitel a strážce mirákulí                                                     |

## Řady a díly
| Řada | Díly | Premiéra ve Francii | Premiéra ve Francii | Premiéra v ČR      | Premiéra v ČR      |
| Řada | Díly | První díl           | Poslední díl        | První díl          | Poslední díl       |
| ---- | ---- | ------------------- | ------------------- | ------------------ | ------------------ |
| 1    | 26   | 19. října 2015      | 30. října 2016      | 6. prosince 2015   | 31. října 2016     |
| 2    | 26   | 11. prosince 2016   | 18. listopadu 2018  | 6. prosince 2017   | 31. května 2019    |
| 3    | 26   | 14. dubna 2019      | 8. prosince 2019    | 4. listopadu 2019  | 6. prosince 2019   |
| 4    | 26   | 11. dubna 2021      | 13. března 2022     | 4. října 2021      | 13. dubna 2022     |
| 5    | 27   | 24. října 2022      | 1. listopadu 2023   | 21. listopadu 2022 | 30. listopadu 2023 |
| 6    | 26   | 23. března 2025     | bude oznámeno       | 7. dubna 2025      | bude oznámeno      |
| 7    | 26   | 2025                | bude oznámeno       | bude oznámeno      | bude oznámeno      |
| 8    | 26   | 2026                | bude oznámeno       | bude oznámeno      | bude oznámeno      |

## Speciály

### Seriál
Dne 30. října 2016 měl ve Francii premiéru dvoudílný speciál "Origines", ve kterém se vysvětluje, jak Marinette a Adrien získali svá mirákula. V Česku měl speciál premiéru 16. září 2016 pod názvem „Počátek“.
Vánoční speciál „Pire Noël“ měl premiéru ve Francii 11. prosince 2016. V Česku měl premiéru pod názvem „Santanáš“ 6. prosince 2017.
Dne 21. října 2018 měly ve Francii premiéru první dvě části (Style Queen a Queen Wasp) trilogie „Le combat des Reines“ (Bitva královny). Maledikteur (Malediktator) měl premiéru 28. října 2018. V Česku měla Stylovna (Style Queen) premiéru 15. listopadu 2018, Vosí královna (Queen Wasp) 19. listopadu 2018 a Velediktator (Malediktator) 20. listopadu 2018.
Finální dvoudílný speciál druhé řady „Le Jour des Héros“ (Catalyste a Mayura) měl ve Francii premiéru 18. listopadu 2018 a v Česku 31. května 2019 pod názvem „Den hrdinů“.
Druhý vánoční díl „Maître Noël“ (Christmaster) měl ve Francii premiéru 1. prosince 2019 a v Česku 15. listopadu 2019 pod názvem „Velitel Chris“.
Finální dvoudílný speciál třetí řady „La Bataille des Miraculous“ (Mangeamour a Miracle Queen) měl ve Francii premiéru 8. prosince 2019 a v Česku 6. prosince 2019.
Fotbalový speciál „Penalteam“ (Penaltým) měl ve Francii premiéru 27. února 2022 a v Česku 11. dubna 2022.
Finální dvoudílný speciál čtvrté řady „La Dernière Attaque de Papillombre“ (Risque a Réplique) měl ve Francii premiéru 13. března 2022 a v Česku 13. dubna 2022 pod názvem „Lišajův poslední útok“.
Premiéra ekologického speciálu „Action“ byla stanovena na jaro 2023 na Netflixu a na webu charitativní organizace Breteau Foundation.

### Televizní filmy
Dne 26. září 2020 měl ve Francii premiéru televizní film „Miraculous World : New York, les héros unis“, odehrávající se mezi třetí a čtvrtou řadou seriálu v New Yorku, na Disney Channel a 18. října 2020 na TF1. V Česku se film vysílal pod názvem Kouzelná Beruška a Černý kocour: New York, Spojení hrdinové dne 19. prosince 2020 na Disney Channel.
Dne 2. dubna 2021 měl ve Francii premiéru speciál „Miraculous World : Shanghai, la légende de Ladydragon“, odehrávajíci se v Šanghaji. V Česku se speciál vysílal 29. května 2021 pod názvem „Kouzelná Beruška a Černý kocour: Šanghaj - Legenda o dračí lady“.
Speciály „Miraculous: One Night Mission“ kde střetnou hrdinové z New Yorku a z Šanghaje , crossoverový speciál s Lovci přízraků a brazilský speciál „Miraculous World: Rio de Janeiro“ jsou naplánovány na vydání v roce 2023, 2024 a 2025.
Další speciály odehrávající se v Londýně, Africe a Japonsku jsou také v plánu.
Pařížský speciál „Miraculous World: Paris - Tales of Shadybug and Claw Noir“, odehrávající se v Paříži, se Beruška a Černý Kocour postaví proti svým zlým protějškům z paralelního vesmíru - s Berustínem a Černým Drápem.  Premiéra byla odvysílána ve Francii dne 21. října 2023 na Disney Channel. Na Disney Channel CZ byl film vydán pod názvem „Kouzelná Beruška a Černý Kocour: Paříž - Příběhy Berustínu a Černého Drápu“ dne 16.prosince 2023.
Ve speciálu s anglickým jménem "Miraculous World: London - At The Edge of Time" a francouzským jménem "Miraculous World: Londres - La Course Contre le Temps" odehrávající se v Londýně, se Chrono-Beruška a Zajda vydají na záchranu časoprostoru, kvůli tomu že někdo odhalil Beruščinu tajnou identitu a vyslovil takové přání, že přetvoří nejenom vesmír ale i celý čas! Premiéru měl na anglickým a francouzským kanálu Disney Channelu 5.října 2024. V Česku bude mít premiéru pod názvem "Kouzelná Beruška a Černý Kocour: Londýn - Na pokraji času" 30.listopadu 2024 na Disney Channel.

### Pandemické a jiné speciály
Dne 14. září 2017 Netflix vydal exkluzivní webizodu seriálu pod názvem „Happy Birthday to You!“ (Všechno nejlepší!) jako součást série speciálních narozeninových videí.
Dne 18. května 2020 bylo ve Francii odvysíláno 2minutové speciální video vytvořené společnostmi ZAG a ON Kids & Family za účasti Paříže a UNICEF France jako součást prevence pandemické infekce COVID-19.
Během online panelu CCXP 2020 bylo ohlášeno další speciální pandemické video odehrávající se ve světě Kouzelné Berušky.
Dne 16. listopadu 2021 obchodní společnost Walmart ve spolupráci se společností ZAG vydala na svém webu minutový vánoční speciál s názvem „Ladybug Saves Christmas“ (Beruška zachraňuje Vánoce).

## Miraculous manga
Manga byla poprvé ohlášena 3. července 2016 během Miraculous panelu na Anime Expo. Dne 26. října 2019 japonské animační studio Tóei Animation získalo práva na vytvoření mangy podle Kouzelné Berušky, která bude vycházet v časopisu Gekkan šónen Sirius od nakladatelství Kódanša. První kapitola byla zveřejněna 26. ledna 2021. Dne 9. června byl vydán první svazek mangy obsahující 160 stránek, první čtyři kapitoly a exkluzivní pohlednici.

## Hry

### Miraculous Mission Ladybug
Miraculous Mission Ladybug, také známa jako Ladybug Game, je online 2D plošinovka, kde hráč sbírá berušky (ladybugs) a pomáhá Kouzelné Berušce zachránit Paříž. Existuje také verze zvaná Cat Noir Game, kde hrajete za Černého kocoura.

### Ladybug Contra os Vilões
Ladybug Contra os Vilões (anglicky Ladybug Against the Villains) je online 2D plošinovka, kde hráč musí zachránit civilisty a bojovat s padouchy, aby pomohl Berušce zachránit Paříž.

### Super Lady Luck
Super Lady Luck je online slot hra od Isoftbetu.

### Throwdown!
Miraculous Throwdown! je sběratelská karetní hra, založená na seriálu Kouzelná Beruška a Černý kocour, která se začala prodávat v kamenných obchodech 17. srpna 2016 a 12. října 2016 online.

### Miraculous Ladybug & Cat Noir
Miraculous Ladybug & Cat Noir je první oficiální mobilní hra, založená na seriálu Kouzelná Beruška a Černý kocour. Poprvé byla vydána 21. února 2018 v testovací verzi na iOS v Austrálii, Severní Makedonii, Izraeli a Rumunsku. Oficiálně byla hra vydána 24. dubna 2018 na Amazonu a 25. dubna 2018 na mobilní platformy iOS a Android. Původně měla vyjít na podzim 2017.

### Miraculous Crush
Dne 5. dubna 2019 oficiální instagramový účet seriálu oznámil, že je ve vývoji nová mobilní hra podle seriálu. Hru prezentoval 15. května 2019 na svém Instagramu Jeremy Zag. Vyšla v testovací verzi 13. září 2019 na iOS na Filipínách, v Turecku a Austrálii. 20. září 2019 byla spuštěna testovací verze hry na Androidu. Oficiálně byla hra vydána 8. listopadu 2019 na iOS a Androidu.

### Miraculous: Color by Numbers
Dne 10. února 2021 byla vydána nová mobilní hra na motivy tohoto seriálu.

### Miraculous RP: Quests of Ladybug & Cat Noir
Dne 19. ledna 2021 bylo oznámeno, že Izraelské herní studio Toya a ZAG Games připravují hru podle tohoto seriálu vytvořenou v online platformě Roblox. Dne 4. května 2021 byla zveřejněna beta verze hry. Dne 2. června 2021 byla hra oficiálně vydána.

### Miraculous Penpals
Dne 16. června 2021 byla ve Spojených státech vydána nová interaktivní hra založena na seriálu, ve které za poplatek dostanou takzvaní penpalové, neboli přátelé na dopisování, dopis a další pomůcky, aby pomohli Berušce a Kocourovi zastavit Lišaje a zachránit Paříž. Dne 18. října 2021 byla hra celosvětově vydána v digitálni podobě.

### Miraculous Puzzle Hero
Dne 31. března 2021 byla oznámena další mobilní hra podle Kouzelné Berušky, která bude cílit na generaci Z a půjde o puzzle střílečku s prvky RPG. V únoru 2022 byl odhalen název hry jako „Miraculous Puzzle Hero“ a spolu s tím byla zveřejněna testovací verze hry na Android v Argentině, Izraeli, Severní Makedonii, Filipínách a Spojeném království.

### Miraculous Paris: Tours of Ladybug and Cat Noir
Dne 15. dubna 2022 ZAG ve spolupráci s Woyago spustil virtuální prohlídku Paříže, kde fanoušci po zaplacení mohou objevovat různa místa ze seriálu, hrát hry nebo komunikovat s tvůrci seriálu a dozvědět se tak různe zajímavosti a nové informace o seriálu Kouzelná Beruška a Černý kocour.

### Miraculous Cruise
Dne 18. května 2022 bylo oznámené, že ZAG ve spolupráci s Bateaux Parisiens a televizí TF1 připravuje oficiální plavbu lodí přes řeku Seina v Paříži inspirovanou seriálem Kouzelná Beruška a Černý kocour. Návštěvníci zažijí neopakovatelné dobrodružství s Kouzelnou Beruškou a Černým kocourem: budou řešit hádanky, objevovat památky, hledat poklad a mnoho dalšího. Plavba je naplánovaná od 11. června 2022 do 31. srpna 2022.

### Miraculous: Rise of the Sphynx
Dne 10. září 2021 byla oznámena konzolová hra podle seriálu Kouzelná Beruška a Černý kocour. Hru, kterou vyvíjí společnosti GameMill Entertainment a Magic Pockets, vyjde v říjnu 2022 na Nintendo Switch, PlayStation 5 a Xbox One.

### ZAG World
ZAG World je připravovaná online crossoverová hra odehrávající se v zábavním parku založená na seriálu Kouzelná Beruška a Černý kocour a mnoha dalších projektech společnosti ZAG.

## Filmy
Během tureckého comic-conu oznámil 2018 Jeremy Zag, že kromě hraného seriálu, připravují také animovaný film podle seriálu. Bude mít premiéru na Vánoce 2021 a půjde o muzikál. Původně byl v plánu i live-action (hraný) film, který měl vyjít v roce 2020, ale nakonec byl zrušen a nahrazen muzikálem. Dne 18. dubna 2021 byla oznámena příprava druhého celovečerního filmu.

## Hraný seriál
Dne 24. prosince 2017 oznámil producent Jeremy Zag na Twitteru výrobu hraného seriálu podle animovaném seriálu Kouzelná Beruška a Černý kocour.

## Vysílání
Seriál je vysílán ve více než 160 zemích světa.

## Nominace a ocenění
| Rok  | Cena                             | Kategorie                                               | Nominovaní                                                      | Výsledek  |
| ---- | -------------------------------- | ------------------------------------------------------- | --------------------------------------------------------------- | --------- |
| 2016 | Brazilian Toy Magazine Awards    | Nejlepší hračka roku 2016                               | Kouzelná Beruška a Černý kocour                                 | vítězství |
| 2016 | Brazilian Toy Magazine Awards    | Nejlepší značka roku 2016                               | Kouzelná Beruška a Černý kocour                                 | vítězství |
| 2016 | Ri Happy Awards                  | Nejlepší značka roku 2016                               | Kouzelná Beruška a Černý kocour                                 | vítězství |
| 2016 | Latam Expo Licencing Awards      | Nejlepší značka roku 2016                               | Kouzelná Beruška a Černý kocour                                 | vítězství |
| 2017 | Brazilian Toy Magazine Awards    | Nejlepší hračka 2017                                    | Kouzelná Beruška a Černý kocour                                 | vítězství |
| 2017 | Licencias de Actualidad          | Nejlepší licence roku                                   | Kouzelná Beruška a Černý kocour                                 | vítězství |
| 2017 | Licencias de Actualidad          | Nejlepší licence pro zábavu                             | Kouzelná Beruška a Černý kocour                                 | vítězství |
| 2017 | Licencias de Actualidad          | Nejlepší propagace                                      | Sušenky Tosta Rica Ladybug                                      | vítězství |
| 2017 | OVA-ies TV Animation Awards 2017 | Nejlepší animovaná hlavní postava roku 2017             | Marinette Dupain-Chengová                                       | nominace  |
| 2017 | OVA-ies TV Animation Awards 2017 | Nejlepší vizuální efekty pro animovaný seriál roku 2017 | Miraculous Ladybug                                              | nominace  |
| 2018 | Teen Choice Awards               | Animovaný seriál                                        | Kouzelná Beruška a Černý kocour                                 | vítězství |
| 2018 | The UK Licensing Awards 2018     | Best Children’s or Tween Licensed Property              | Kouzelná Beruška a Černý kocour                                 | nominace  |
| 2018 | The UK Licensing Awards 2018     | Nejoblíbenější dětský oděv                              | Noční prádlo Miraculous pro web Character.com od Aykroyd & Sons | nominace  |
| 2018 | Brazilian Toy Magazine Awards    | Nejlepší hračka 2018                                    | Kouzelná Beruška a Černý kocour                                 | vítězství |
| 2018 | Bologna Licensing Trade Fair     | Best Property Kids                                      | Kouzelná Beruška a Černý kocour                                 | vítězství |
| 2018 | OVA-ies TV Animation Awards 2018 | Nejlepší animovaná hlavní postava roku 2018             | Marinette Dupain-Chengová                                       | vítězství |
| 2018 | OVA-ies TV Animation Awards 2018 | Nejlepší animovaná vedlejší postava roku 2018           | Lišaj                                                           | nominace  |
| 2019 | Bologna Licensing Trade Fair     | Speciální cena Fashion Kids with Miraculous od Guessu   | Kouzelná Beruška a Černý kocour                                 | vítězství |
| 2019 | The 2019 Tell-Tale TV Awards     | Oblíbený animovaný televizní seriál                     | Kouzelná Beruška a Černý kocour                                 | vítězství |
| 2020 | Bologna Licensing Awards         | Nejlepší předškolní licenční projekt                    | Capsule Collection Chicco Miraculous                            | vítězství |
| 2020 | BroadwayWorld Spain Awards       | Nejlepší divadelní událost                              | muzikál Miraculous: The Ladybug Show                            | vítězství |
| 2020 | Kids' Choice Awards Mexico       | Nejlepší animovaný seriál roku                          | Kouzelná Beruška a Černý kocour                                 | vítězství |